# Manuel Alonso Olea
Manuel Alonso Olea (Melilla, España, 19 de junio de 1924-Madrid, 23 de febrero de 2003), fue un jurista y laboralista español. Se licenció y doctoró en Derecho por la Facultad de Derecho de la Universidad de Madrid. En los Estados Unidos amplió sus estudios en la Universidad de Columbia de la ciudad de Nueva York y fue Asociado de Investigación en la Universidad de Berkeley en California.

## Labor docente
Fue catedrático de Derecho del Trabajo y de la Seguridad Social en las Facultades de Derecho de las Universidades de Sevilla, Murcia y Complutense de Madrid; también profesor emérito en esta última y en la Universidad San Pablo-CEU. Profesor Honorario de varias Universidades extranjeras y profesor Extraordinario de Honor de la Escuela Social de Madrid.

## Labor en instituciones
Participó en reuniones de la Asamblea General de Naciones Unidas, de cuya Comisión de Desarrollo Social fue miembro durante tres periodos, así como en numerosas sesiones de la Conferencia de la Organización Internacional del Trabajo.
Fue Académico de número de la Real Academia de Ciencias Morales y Políticas y ocupó en ella el cargo de Secretario General y también de la Real Academia de Jurisprudencia y Legislación, en la que fue Bibliotecario; fue Letrado Mayor del Consejo de Estado y Letrado del Instituto Nacional de Previsión, hoy Cuerpo de Letrados de la Seguridad Social y Presidente del Tribunal Central de Trabajo.
Ha sido Académico fundador y Presidente de honor de la Academia Iberoamericana de Derecho del Trabajo y de la Seguridad Social, miembro fundador y Presidente de honor de la Asociación Española de Derecho del Trabajo, miembro del Comité Ejecutivo, Vicepresidente para Europa Occidental y Presidente de su VII Congreso Mundial de la Asociación Internacional de Derecho del Trabajo y de la Seguridad Social. Concurrió como delegado, ponente, miembro o presidente a numerosos Congresos, Encuentros, Jornadas y Seminarios sobre Derecho del Trabajo y de la Seguridad Social en Europa, Asia, África y América. Asimismo ha dado conferencias en muy numerosas Universidades Europeas y Americanas, y virtualmente en todas las Facultades de Derecho de España.
Integró los Consejos de Redacción de diversas Revistas jurídicas españolas y extranjeras, fue Secretario de la Revista de Política Social a lo largo de su existencia y Director desde su creación de la Revista Española de Derecho del Trabajo. 

## Homenajes, condecoraciones y reconocimientos
Recibió numerosas condecoraciones españolas y extranjeras, entre otras, la gran cruz de la Orden de San Raimundo de Peñafort, la gran cruz de la Orden de Isabel la Católica en 1971, con la Orden de Alfonso X el Sabio al año siguiente, del Mérito Civil y del Mérito Militar (esta última por la organización de los planes de formación profesional de los soldados); Medalla de Oro al Mérito del Trabajo, A la gran Orden al Mérito del Tribunal Superior de Trabajo de Brasil, en grado de Comendador. Ha sido galardonado con el doctorado honoris causa por la Universidad alemana de Gotinga, la peruana de San Martín, Lima, y las españolas, Carlos III de Madrid, Santiago de Compostela y León.

## Obras
Además de centenares de artículos en revistas; trabajos y estudios en libros homenaje; introducciones y prólogos, estudios, comentarios y notas de jurisprudencia; ponencias y comunicaciones a congresos; crónicas, recensiones y reseñas bibliográficas, algunos de los libros escritos por Alonso Olea fueron:
- Jurisprudencia Constitucional sobre trabajo y Seguridad Social
- Derecho Procesal del Trabajo
- Instituciones de Seguridad Social
- Jurisprudencia Constitucional Sobre Trabajo y Seguridad Social
- Apuntes sobre las leyes de extranjería del año 2000
- Prestaciones del Sistema Nacional de Salud
- Las Fuentes del Derecho en Especial del Derecho del Trabajo Según la Constitución
- La Responsabilidad del Empresario Frente a Terceros por Actos del Trabajador a su Servicio
- Introducción al Derecho del Trabajo
- Derecho del Trabajo
- Variaciones sobre Hegel
- El Contrato como Bien Escaso y la Reforma de su Mercado
- Alienación. Historia de una palabra

## Valoración
Para Germán Barreiro González,el profesor Alonso Olea fue “el padre del Derecho Español del Trabajo y de la Seguridad Social. A él se debe la construcción dogmática, la estructura y el propio sistema de la disciplina, detectando, caracterizando y definiendo todo aquello que le ha dado autonomía y sustantividad propias”. Por su parte Alfredo Montoya Melgar opinó que fue “el máximo cultivador que ha tenido el Derecho Español del Trabajo y uno de los más significativos juristas de nuestro tiempo.